# 奇皮奥纳
奇皮奥纳（西班牙語：Chipiona），是西班牙安达卢西亚自治区加的斯省的一个市镇。总面积33平方公里，总人口19104人（2017年），人口密度580人/平方公里。该镇位于大西洋沿岸，平均海拔高度6米。
奇皮奥纳的主要景观是奇皮奥纳灯塔。它的高度为63米，是世界上排名第17高的古代灯塔，也是西班牙最高的灯塔。其存在可以追溯到罗马时代。如今看到的是经1867年重修后的灯塔。

## 人口
| 奇皮奥纳  |
|           |
| 来源：INE |

## 图集

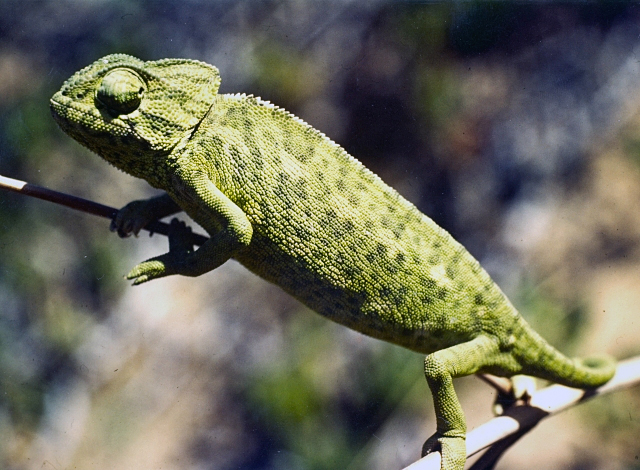
常见物种：地中海变色龙
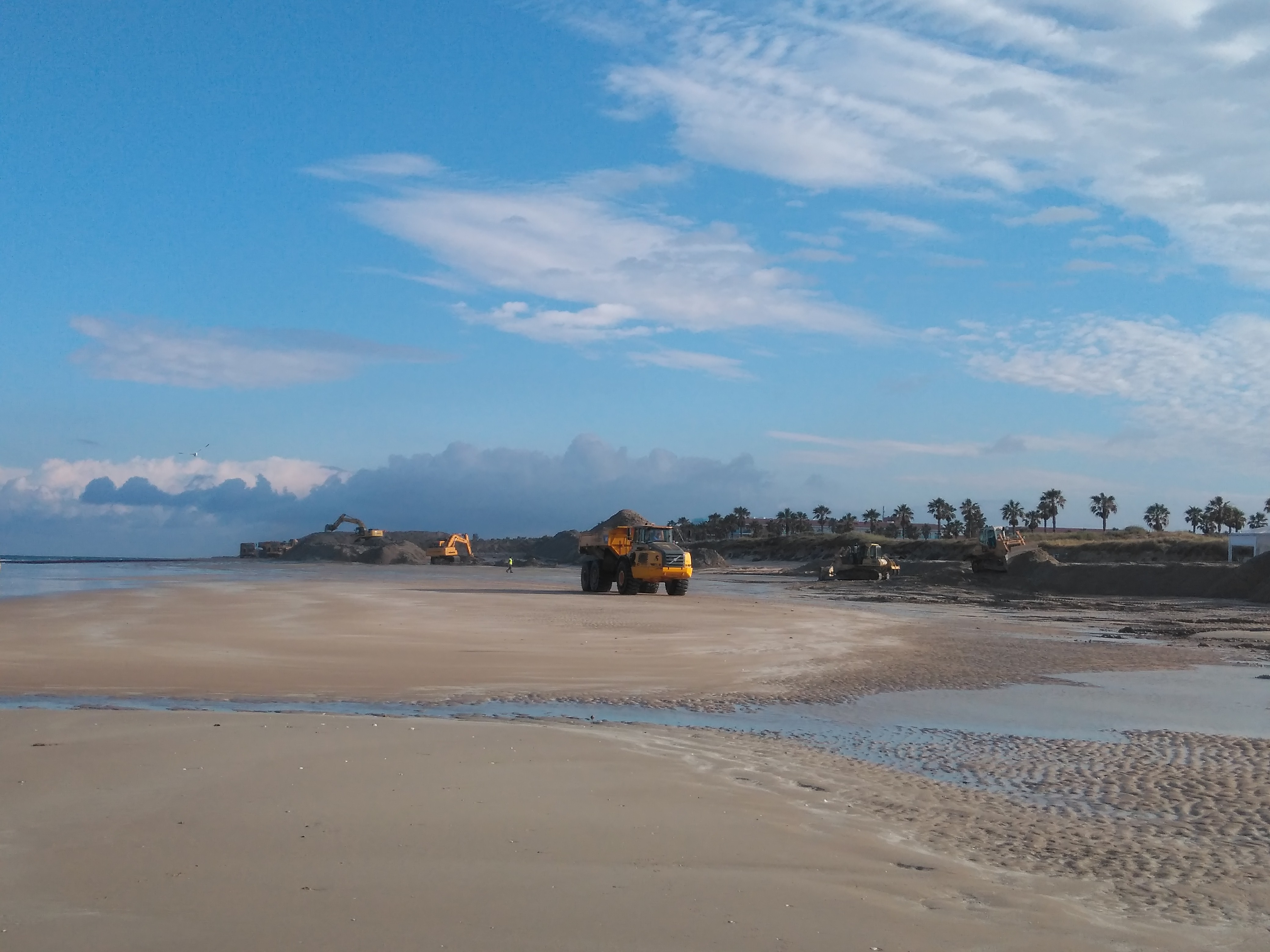
海滩
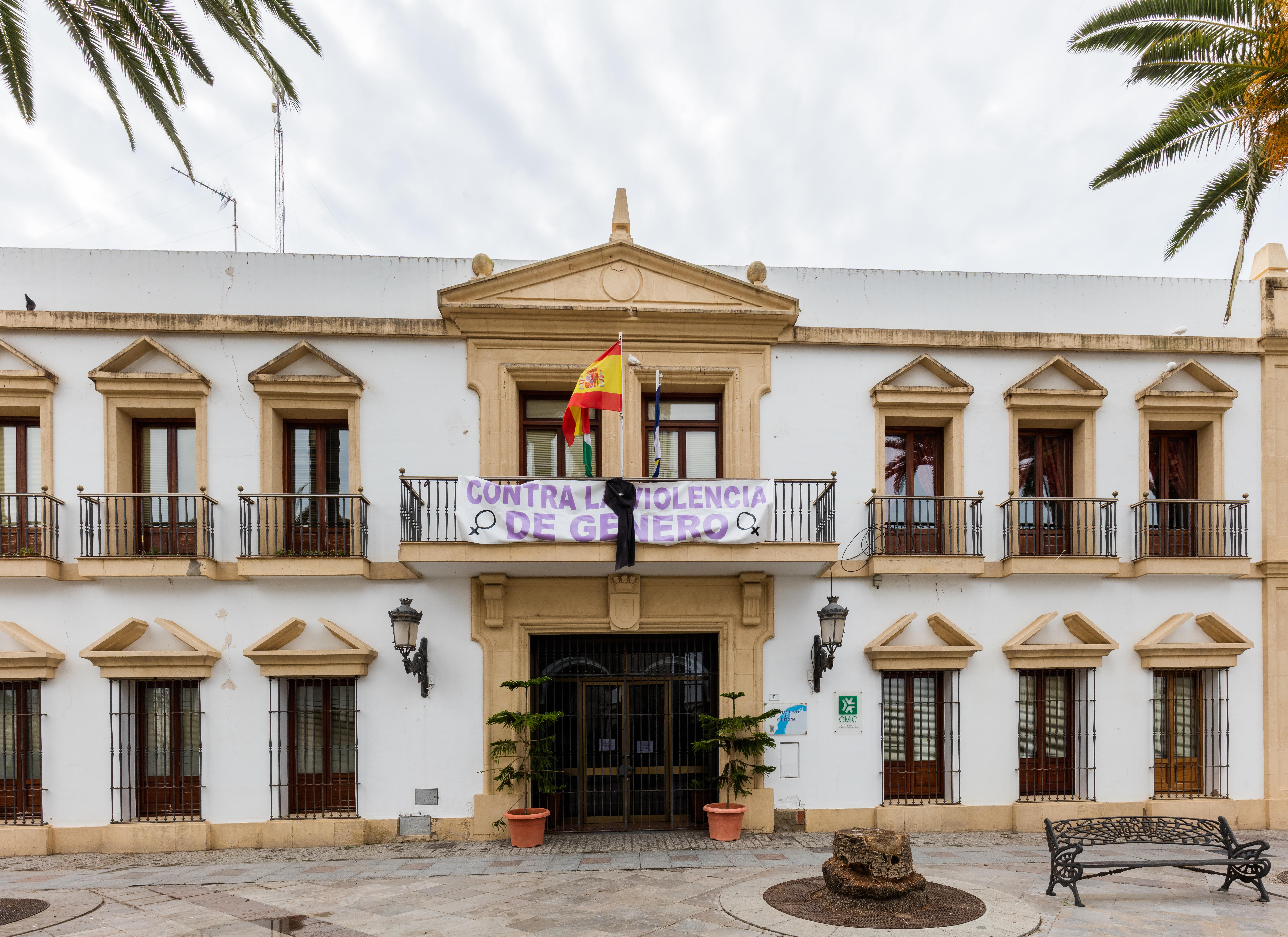
市政厅
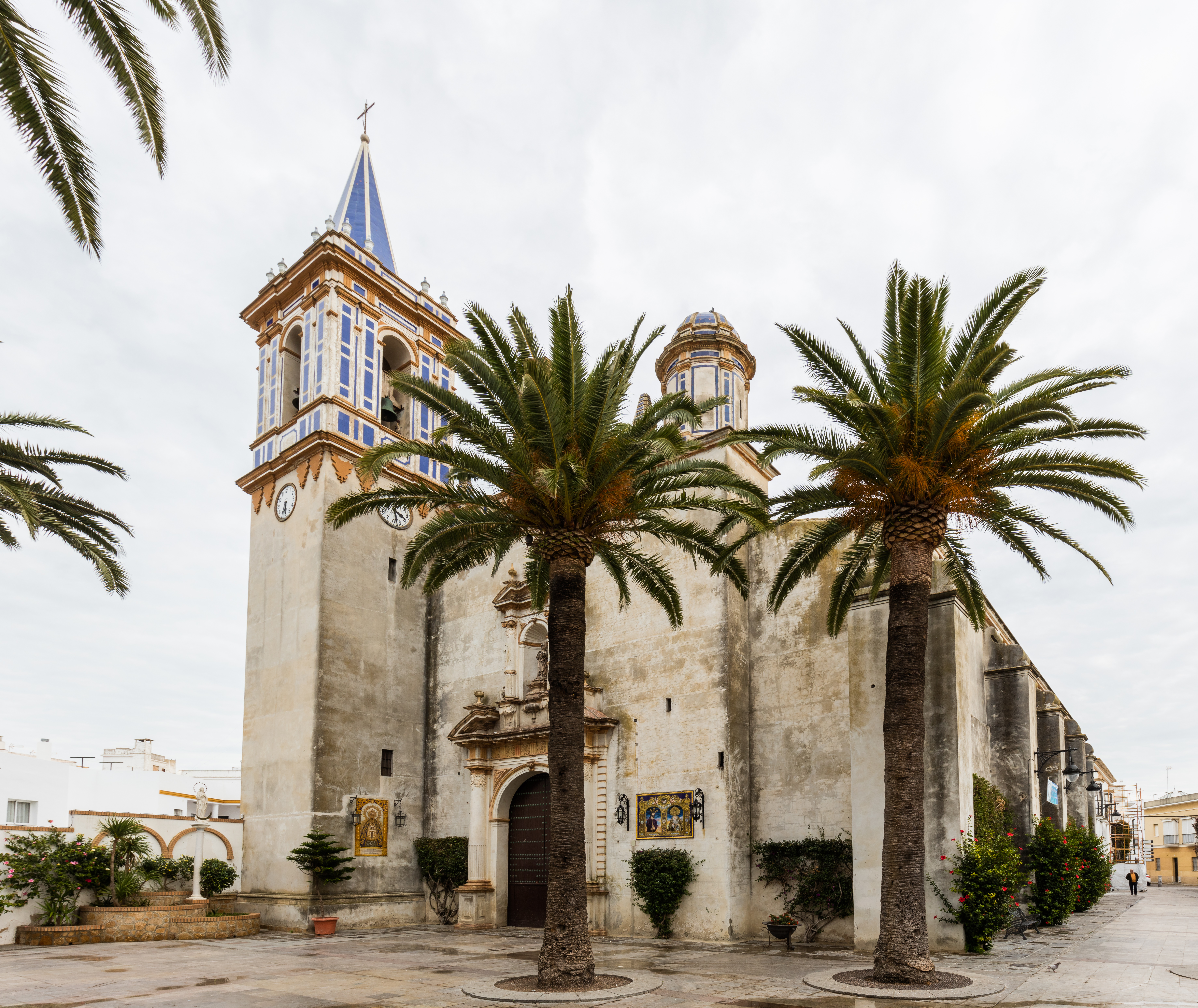
教堂
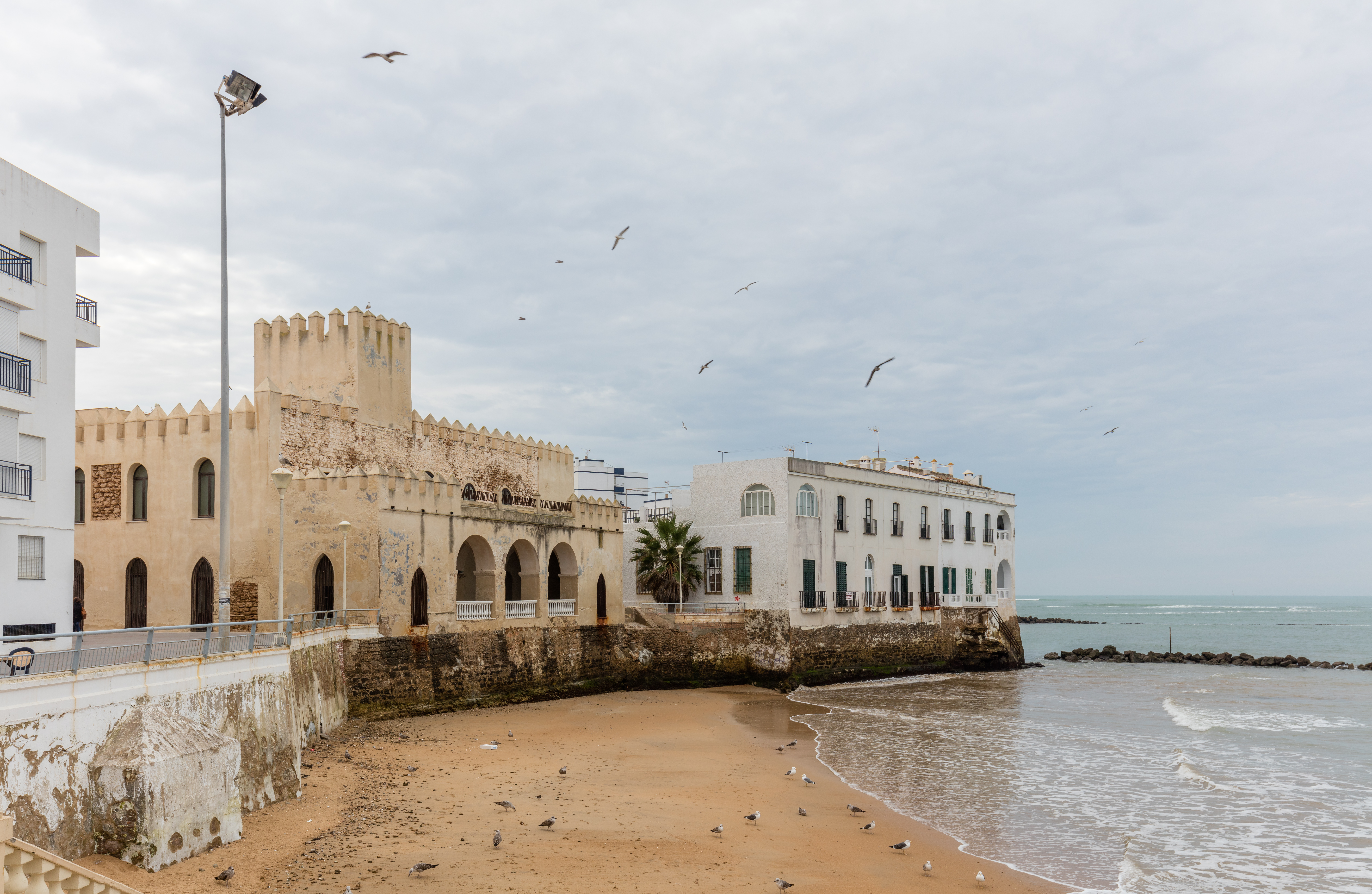
海岸